# Raionul Bender
Raionul Bender (în rusă Бендерский район) a fost o unitate teritorial-administrativă din RSS Moldovenească, care a existat de la 11 noiembrie 1940 până la 30 martie 1962.

## Istorie
La fel ca majoritatea raioanelor RSS Moldovenești, raionul Bender a fost înființat pe 11 noiembrie 1940, iar centru raional a fost desemnat orașul Bender/Tighina.
Până la 16 octombrie 1949 raionul a fost în componența Ținutului Bender, iar după abolirea divizării pe ținuturi a intrat în subordonare republicană. 
Din 31 ianuarie 1952 până în 15 iunie 1953, raionul a intrat în componența districtului Tiraspol (Тираспольский округ), după abolirea districtelor din RSSM a redevenit din nou în subordonare republicană.
La 30 martie 1962 raionul Bender, împreună cu un număr de alte raioane a fost eliminat, ulterior teritoriul său a fost împărțit între raioanele: Anenii Noi și Căușeni. Bender a devenit o unitate administrativă independentă.

## Divizare administrativă
Ca stare la 1 martie 1961, raionul includea 1 oraș (Bender) și 11 consilii sătești: Balmaz, Chițcani, Copanca, Gîsca, Gura Bîcului, Hagimus, Hîrbovăț, Larga, Proteagailovca, Tănătari și Varnița.